# Spartak (film 1975)
Spartak (Спартак) è un film del 1975 diretto da Vadim Derbenёv e Jurij Grigorovič.

## Trama
Il film racconta la rivolta di gladiatori e schiavi sotto la guida del Tracio Spartaco e la sua sconfitta da parte delle truppe del comandante romano Crasso.